# Emilio Sánchez Vicario
Emilio Sánchez Vicario (* 29. Mai 1965 in Madrid) ist ein ehemaliger spanischer Tennisspieler.

## Karriere
In seiner Karriere gewann er drei Grand-Slam-Turniere im Doppel sowie zwei im Mixed und zudem die Silbermedaille bei den Olympischen Spielen 1988.
Sánchez wurde 1984 Profi und gewann 1986 in Nizza seinen ersten Einzeltitel. In seiner Karriere gewann er insgesamt 15 Turniere im Einzel. Höhepunkt war dabei der Gewinn der Italian Open in Rom 1991. Seine höchste Position in der Einzelweltrangliste war Platz 7.
Mit wechselnden Partnern gewann er insgesamt 50 Doppelturniere, so 1988 die French Open zusammen mit Andrés Gómez und die US Open mit Sergio Casal, mit dem er auch 1990 die French Open gewann. Im Mixed siegte er 1987 in Roland Garros mit Pam Shriver und im selben Jahr bei den US Open mit Martina Navrátilová. 1989 wurde er im Doppel sechs Wochen lang als Nummer 1 der Welt geführt.
Mit spanischen Mannschaften gewann er 1990 den Hopman Cup und 1992 den World Team Cup.
Sánchez gehört zu einer der erfolgreichsten Tennisfamilien weltweit. Seine Schwester Arantxa Sánchez Vicario und sein Bruder Javier Sánchez waren ebenfalls professionelle Tennisspieler. 1987 standen sich die beiden Brüder im Finale der Spanish Open in Madrid gegenüber, Emilio gewann das Endspiel in drei Sätzen. Die familiäre Bilanz ging insgesamt 10:2 zugunsten von Emilio aus.
1998 beendete Emilio Sánchez seine Karriere als Tennisprofi. Ab Oktober 2005 war er zwei Jahre lang Kapitän der spanischen Davis-Cup-Mannschaft.

## Erfolge
| Legende                                                   |
| Grand Slam (3)                                            |
| Tennis Masters Cup                                        |
| Olympische Spiele                                         |
| ATP Masters Series (3)                                    |
| ATP Championship Series ATP International Series Gold (4) |
| ATP World Series ATP International Series (53)            |
| ATP Challenger Series (5)                                 |

| ATP-Titel nach Belag |
| Hartplatz (9)        |
| Sand (53)            |
| Rasen (0)            |
| Teppich (3)          |

### Einzel

#### Turniersiege
| Nr. | Datum              | Turnier       | Belag     | Finalgegner            | Ergebnis                 |
| --- | ------------------ | ------------- | --------- | ---------------------- | ------------------------ |
| 1.  | 20. April 1986     | Nizza         | Sand      | Paul McNamee           | 6:1, 6:3                 |
| 2.  | 11. Mai 1986       | München       | Sand      | Ricki Osterthun        | 6:1, 6:3                 |
| 3.  | 27. Juli 1986      | Båstad        | Sand      | Mats Wilander          | 7:6, 4:6, 6:4            |
| 4.  | 12. Juli 1987      | Gstaad (1)    | Sand      | Ronald Agénor          | 6:2, 6:3, 7:6            |
| 5.  | 19. Juli 1987      | Bordeaux      | Sand      | Ronald Agénor          | 5:7, 6:4, 6:4            |
| 6.  | 9. August 1987     | Kitzbühel (1) | Sand      | Miloslav Mečíř         | 6:4, 6:1, 4:6, 6:1       |
| 7.  | 20. September 1987 | Madrid        | Sand      | Javier Sánchez         | 6:3, 3:6, 6:2            |
| 8.  | 31. Juli 1988      | Hilversum     | Sand      | Guillermo Pérez Roldán | 6:3, 6:1, 3:6, 6:3       |
| 9.  | 6. August 1989     | Kitzbühel (2) | Sand      | Martín Jaite           | 7:6, 6:1, 2:6, 6:2       |
| 10. | 7. Januar 1990     | Wellington    | Hartplatz | Richey Reneberg        | 6:73, 6:4, 4:6, 6:4, 6:1 |
| 11. | 8. April 1990      | Estoril       | Sand      | Franco Davín           | 6:3, 6:1                 |
| 12. | 14. April 1991     | Barcelona     | Sand      | Sergi Bruguera         | 6:4, 7:67, 6:2           |
| 13. | 19. Mai 1991       | Rom Masters   | Sand      | Alberto Mancini        | 6:3, 6:1, 3:0 aufgg.     |
| 14. | 14. Juli 1991      | Gstaad (2)    | Sand      | Sergi Bruguera         | 6:1, 6:4, 6:4            |
| 15. | 12. Januar 1992    | Sydney        | Hartplatz | Guy Forget             | 6:3, 6:4                 |

#### Finalteilnahmen
| Nr. | Datum              | Turnier           | Belag     | Finalgegner      | Ergebnis                |
| --- | ------------------ | ----------------- | --------- | ---------------- | ----------------------- |
| 1.  | 18. Mai 1986       | Rom               | Sand      | Ivan Lendl       | 5:7, 6:4, 1:6, 1:6      |
| 2.  | 19. April 1987     | Nizza             | Sand      | Kent Carlsson    | 6:7, 3:6                |
| 3.  | 14. Juni 1987      | Bologna (1)       | Sand      | Kent Carlsson    | 2:6, 1:6                |
| 4.  | 6. März 1988       | Indian Wells      | Hartplatz | Boris Becker     | 5:7, 4:6, 6:2, 4:6      |
| 5.  | 12. Juni 1988      | Bologna (2)       | Sand      | Alberto Mancini  | 5:7, 6:7                |
| 6.  | 7. August 1988     | Kitzbühel         | Sand      | Kent Carlsson    | 1:6, 1:6, 6:4, 6:4, 3:6 |
| 7.  | 30. Juli 1989      | Hilversum         | Sand      | Karel Nováček    | 2:6, 4:6                |
| 8.  | 1. Oktober 1989    | Bordeaux          | Sand      | Ivan Lendl       | 2:6, 2:6                |
| 9.  | 25. August 1991    | Schenectady       | Hartplatz | Michael Stich    | 2:6, 4:6                |
| 10. | 29. September 1991 | Palermo (1)       | Sand      | Frédéric Fontang | 6:1, 3:6, 3:6           |
| 11. | 4. Oktober 1992    | Palermo (2)       | Sand      | Sergi Bruguera   | 1:6, 3:6                |
| 12. | 31. Oktober 1993   | Santiago de Chile | Sand      | Javier Frana     | 5:7, 6:3, 3:6           |

### Doppel

#### Turniersiege

##### ATP Tour
| Nr. | Datum              | Turnier         | Belag       | Partner              | Finalgegner                              | Ergebnis           |
| --- | ------------------ | --------------- | ----------- | -------------------- | ---------------------------------------- | ------------------ |
| 1.  | 11. August 1985    | Kitzbühel (1)   | Sand        | Sergio Casal         | Paolo Canè Claudio Panatta               | 6:3, 3:6, 6:2      |
| 2.  | 11. August 1985    | Genf            | Sand        | Sergio Casal         | Carlos Kirmayr Cássio Motta              | 6:4, 4:6, 7:5      |
| 3.  | 29. September 1985 | Barcelona (1)   | Sand        | Sergio Casal         | Jan Gunnarsson Michael Mortensen         | 6:3, 6:3           |
| 4.  | 11. Mai 1986       | München         | Sand        | Sergio Casal         | Broderick Dyke Wally Masur               | 6:3, 4:6, 6:3      |
| 5.  | 25. Mai 1986       | Florenz         | Sand        | Sergio Casal         | Mike DePalmer Gary Donnelly              | 6:4, 7:6           |
| 6.  | 13. Juli 1986      | Gstaad (1)      | Sand        | Sergio Casal         | Stefan Edberg Joakim Nyström             | 6:3, 3:6, 6:3      |
| 7.  | 27. Juli 1986      | Båstad          | Sand        | Sergio Casal         | Craig Campbell Joey Rive                 | 6:4, 6:2           |
| 8.  | 21. September 1986 | Hamburg (1)     | Sand        | Sergio Casal         | Boris Becker Eric Jelen                  | 6:4, 6:1           |
| 9.  | 8. Februar 1987    | Philadelphia    | Teppich (i) | Sergio Casal         | Christo Steyn Danie Visser               | 3:6, 6:1, 7:6      |
| 10. | 19. April 1987     | Nizza           | Sand        | Sergio Casal         | Claudio Mezzadri Gianni Ocleppo          | 6:4, 6:3           |
| 11. | 16. Juni 1987      | Bologna (1)     | Sand        | Sergio Casal         | Claudio Panatta Blaine Willenborg        | 6:3, 6:2           |
| 12. | 19. Juli 1987      | Bordeaux (1)    | Sand        | Sergio Casal         | Darren Cahill Mark Woodforde             | 6:3, 6:3           |
| 13. | 9. August 1987     | Kitzbühel (2)   | Sand        | Sergio Casal         | Miloslav Mečíř Tomáš Šmíd                | 7:6, 7:6           |
| 14. | 29. November 1987  | Itaparica (1)   | Hartplatz   | Sergio Casal         | Jorge Lozano Diego Pérez                 | 6:2, 6:2           |
| 15. | 17. April 1988     | Madrid          | Sand        | Sergio Casal         | Jason Stoltenberg Todd Woodbridge        | 6:7, 7:6, 6:4      |
| 16. | 24. April 1988     | Monte Carlo     | Sand        | Sergio Casal         | Henri Leconte Ivan Lendl                 | 6:1, 6:3           |
| 17. | 5. Juni 1988       | French Open (1) | Sand        | Andrés Gómez         | John Fitzgerald Anders Järryd            | 6:3, 6:7, 6:4, 6:3 |
| 18. | 12. Juni 1988      | Bologna (2)     | Sand        | Javier Sánchez       | Rolf Hertzog Marc Walder                 | 6:1, 7:6           |
| 19. | 17. Juli 1988      | Stuttgart (1)   | Sand        | Sergio Casal         | Anders Järryd Michael Mortensen          | 4:6, 6:3, 6:4      |
| 20. | 17. Juli 1988      | Hilversum (1)   | Sand        | Sergio Casal         | Magnus Gustafsson Guillermo Pérez Roldán | 7:6, 6:3           |
| 21. | 7. August 1988     | Kitzbühel (3)   | Sand        | Sergio Casal         | Joakim Nyström Claudio Panatta           | 6:4, 7:6           |
| 22. | 11. September 1988 | US Open         | Hartplatz   | Sergio Casal         | Rick Leach Jim Pugh                      | kampflos           |
| 23. | 18. September 1988 | Barcelona (2)   | Sand        | Sergio Casal         | Claudio Mezzadri Diego Pérez             | 6:4, 6:3           |
| 24. | 27. November 1988  | Itaparica (2)   | Hartplatz   | Sergio Casal         | Jorge Lozano Diego Pérez                 | 7:6, 7:6           |
| 25. | 14. Mai 1989       | Hamburg (2)     | Sand        | Javier Sánchez       | Boris Becker Eric Jelen                  | 6:4, 6:1           |
| 26. | 6. August 1989     | Kitzbühel (4)   | Sand        | Javier Sánchez       | Petr Korda Tomáš Šmíd                    | 7:5, 7:6           |
| 27. | 18. Februar 1990   | Brüssel         | Teppich (i) | Slobodan Živojinović | Goran Ivanišević Balázs Taróczy          | 7:5, 6:3           |
| 28. | 8. April 1990      | Estoril         | Sand        | Sergio Casal         | Omar Camporese Paolo Canè                | 7:5, 4:6, 7:5      |
| 29. | 20. Mai 1990       | Rom             | Sand        | Sergio Casal         | Jim Courier Martin Davis                 | 7:6, 7:5           |
| 30. | 10. Juni 1990      | French Open (2) | Sand        | Sergio Casal         | Goran Ivanišević Petr Korda              | 7:5, 6:3           |
| 31. | 15. Juli 1990      | Gstaad (2)      | Sand        | Sergio Casal         | Omar Camporese Javier Sánchez            | 6:3, 3:6, 7:5      |
| 32. | 29. Juli 1990      | Hilversum (2)   | Sand        | Sergio Casal         | Paul Haarhuis Mark Koevermans            | 7:5, 7:5           |
| 33. | 30. September 1990 | Palermo (1)     | Sand        | Sergio Casal         | Carlos Costa Horacio de la Peña          | 6:3, 6:4           |
| 34. | 13. Januar 1991    | Auckland        | Hartplatz   | Sergio Casal         | Grant Connell Glenn Michibata            | 4:6, 6:3, 6:4      |
| 35. | 24. Februar 1991   | Stuttgart       | Teppich (i) | Sergio Casal         | Jeremy Bates Nick Brown                  | 6:3, 7:5           |
| 36. | 12. Mai 1991       | Hamburg (3)     | Sand        | Sergio Casal         | Cássio Motta Danie Visser                | 4:6, 6:3, 6:2      |
| 37. | 21. Juli 1991      | Stuttgart (2)   | Sand        | Wally Masur          | Omar Camporese Goran Ivanišević          | 4:6, 6:3, 6:4      |
| 38. | 3. November 1991   | Búzios          | Hartplatz   | Sergio Casal         | Javier Frana Leonardo Lavalle            | 4:6, 6:3, 6:4      |
| 39. | 12. Januar 1992    | Sydney          | Hartplatz   | Sergio Casal         | Scott Davis Kelly Jones                  | 3:6, 6:1, 6:4      |
| 40. | 10. Mai 1992       | Hamburg (4)     | Sand        | Sergio Casal         | Carl-Uwe Steeb Michael Stich             | 5:7, 6:4, 6:3      |
| 41. | 6. August 1992     | Kitzbühel (5)   | Sand        | Sergio Casal         | Horacio de la Peña Vojtěch Flégl         | 6:1, 6:2           |
| 42. | 20. September 1992 | Bordeaux (2)    | Sand        | Sergio Casal         | Arnaud Boetsch Guy Forget                | 6:1, 6:4           |
| 43. | 20. Juni 1993      | Genua           | Sand        | Sergio Casal         | Mark Koevermans Greg Van Emburgh         | 6:3, 7:6           |
| 44. | 3. Oktober 1993    | Palermo (2)     | Sand        | Sergio Casal         | Juan Garat Jorge Lozano                  | 6:3, 6:3           |
| 45. | 17. Oktober 1993   | Tel Aviv        | Hartplatz   | Sergio Casal         | Mike Bauer David Rikl                    | 6:4, 6:4           |
| 46. | 7. November 1993   | São Paulo       | Sand        | Sergio Casal         | Pablo Albano Javier Frana                | 4:6, 7:6, 6:4      |
| 47. | 10. Juli 1994      | Gstaad (2)      | Sand        | Sergio Casal         | Menno Oosting Daniel Vacek               | 7:6, 6:4           |
| 48. | 13. November 1994  | Buenos Aires    | Sand        | Sergio Casal         | Tomás Carbonell Francisco Roig           | 6:3, 6:2           |
| 49. | 7. Mai 1995        | Atlanta         | Sand        | Sergio Casal         | Jared Palmer Richey Reneberg             | 6:7, 6:3, 7:6      |
| 50. | 5. November 1995   | Montevideo      | Sand        | Sergio Casal         | Jiří Novák David Rikl                    | 2:6, 7:6, 7:6      |

##### Challenger Tour
| Nr. | Datum              | Turnier        | Belag     | Partner            | Finalgegner                      | Ergebnis      |
| --- | ------------------ | -------------- | --------- | ------------------ | -------------------------------- | ------------- |
| 1.  | 7. April 1985      | Marrakesch     | Sand      | Sergio Casal       | Ulf Fischer Goran Prpić          | 4:6, 6:3, 6:1 |
| 2.  | 8. Dezember 1985   | Rio de Janeiro | Sand      | Carlos di Laura    | Gustavo Guerrero Gustavo Tiberti | 4:6, 6:4, 6:2 |
| 3.  | 3. Juli 1994       | Rio de Janeiro | Sand      | Horacio de la Peña | Gábor Köves László Markovits     | 6:4, 7:6      |
| 4.  | 25. September 1994 | Barcelona      | Sand      | Sergio Casal       | Francisco Clavet Àlex Corretja   | 6:2, 7:5      |
| 5.  | 11. August 1996    | Segovia        | Hartplatz | Jordi Burillo      | José Antonio Conde Nuno Marques  | 6:4, 7:5      |

#### Finalteilnahmen
| Nr. | Datum              | Turnier                   | Belag         | Partner         | Finalgegner                       | Ergebnis                |
| --- | ------------------ | ------------------------- | ------------- | --------------- | --------------------------------- | ----------------------- |
| 1.  | 12. Mai 1985       | München (1)               | Sand          | Sergio Casal    | Mark Edmondson Kim Warwick        | 6:4, 5:7, 5:7           |
| 2.  | 21. Juli 1985      | Båstad (1)                | Sand          | Sergio Casal    | Stefan Edberg Anders Järryd       | 0:6, 6:7                |
| 3.  | 15. September 1985 | Palermo (1)               | Sand          | Sergio Casal    | Colin Dowdeswell Joakim Nyström   | 4:6, 7:6, 6:7           |
| 4.  | 24. November 1985  | Wien (1)                  | Hartplatz (i) | Sergio Casal    | Mike DePalmer Gary Donnelly       | 4:6, 7:6, 6:7           |
| 5.  | 13. April 1986     | Bari                      | Sand          | Sergio Casal    | Gary Donnelly Tomáš Šmíd          | 6:2, 4:6, 4:6           |
| 6.  | 15. Februar 1987   | Memphis                   | Hartplatz (i) | Sergio Casal    | Anders Järryd Jonas Svensson      | 4:6, 2:6                |
| 7.  | 5. April 1987      | Mailand (1)               | Teppich (i)   | Sergio Casal    | Boris Becker Slobodan Živojinović | 6:3, 3:6, 4:6           |
| 8.  | 10. Mai 1987       | München (2)               | Sand          | Sergio Casal    | Jim Pugh Blaine Willenborg        | 6:7, 6:4, 4:6           |
| 9.  | 5. Juli 1987       | Wimbledon Championships   | Rasen         | Sergio Casal    | Ken Flach Robert Seguso           | 6:3, 7:6, 6:7, 1:6, 4:6 |
| 10. | 2. August 1987     | Båstad (2)                | Sand          | Javier Sánchez  | Stefan Edberg Anders Järryd       | 6:7, 3:6                |
| 11. | 20. September 1987 | Madrid                    | Sand          | Sergio Casal    | Carlos di Laura Javier Sánchez    | 3:6, 6:3, 4:6           |
| 12. | 25. Oktober 1987   | Wien (2)                  | Hartplatz (i) | Javier Sánchez  | Mel Purcell Tim Wilkison          | 3:6, 5:7                |
| 13. | 10. Juli 1988      | Gstaad                    | Sand          | Andrés Gómez    | Petr Korda Milan Šrejber          | 6:7, 6:7                |
| 14. | 30. September 1988 | Olympische Sommerspiele   | Hartplatz     | Sergio Casal    | Ken Flach Robert Seguso           | 3:6, 4:6, 7:6, 7:6, 7:9 |
| 15. | 5. Dezember 1988   | Masters Grand Prix        | Teppich (i)   | Sergio Casal    | Rick Leach Jim Pugh               | 4:6, 3:6, 6:2, 0:6      |
| 16. | 7. Januar 1990     | Wellington                | Hartplatz     | Sergio Casal    | Kelly Evernden Nicolás Pereira    | 4:6, 6:7                |
| 17. | 15. April 1990     | Barcelona (1)             | Sand          | Sergio Casal    | Andrés Gómez Javier Sánchez       | 6:7, 5:7                |
| 18. | 18. November 1990  | ATP-Weltmeisterschaft (2) | Teppich (i)   | Sergio Casal    | Guy Forget Jakob Hlasek           | 4:6, 6:7, 7:5, 4:6      |
| 19. | 25. August 1991    | Schenectady (1)           | Hartplatz     | Andrés Gómez    | Javier Sánchez Todd Woodbridge    | 6:3, 6:7, 6:7           |
| 20. | 29. September 1991 | Palermo (2)               | Sand          | Javier Sánchez  | Jacco Eltingh Tom Kempers         | 6:3, 3:6, 3:6           |
| 21. | 9. Februar 1992    | Mailand (2)               | Teppich (i)   | Sergio Casal    | Neil Broad David Macpherson       | 7:5, 5:7, 4:6           |
| 22. | 30. August 1992    | Schenectady (2)           | Hartplatz     | Sergio Casal    | Jacco Eltingh Paul Haarhuis       | 3:6, 4:6                |
| 23. | 11. April 1993     | Barcelona (2)             | Sand          | Sergio Casal    | Shelby Cannon Scott Melville      | 6:7, 1:6                |
| 24. | 14. November 1993  | Buenos Aires              | Sand          | Sergio Casal    | Tomás Carbonell Carlos Costa      | 4:6, 4:6                |
| 25. | 7. August 1994     | Kitzbühel                 | Sand          | Sergio Casal    | David Adams Andrei Olchowski      | 7:6, 3:6, 5:7           |
| 26. | 6. November 1994   | Montevideo                | Sand          | Sergio Casal    | Marcelo Filippini Luiz Mattar     | 6:7, 4:6                |
| 27. | 21. Mai 1995       | Coral Springs             | Sand          | Sergio Casal    | Todd Woodbridge Mark Woodforde    | 3:6, 1:6                |
| 28. | 10. März 1996      | Mexiko-Stadt              | Sand          | Nicolás Pereira | Donald Johnson Francisco Montana  | 2:6, 4:6                |
| 29. | 29. September 1996 | Palermo (3)               | Sand          | Cristian Brandi | Andrew Kratzmann Marcos Ondruska  | 6:7, 4:6                |

### Mixed

#### Turniersiege
| Nr. | Datum              | Turnier     | Belag     | Partnerin           | Finalgegner                  | Ergebnis         |
| --- | ------------------ | ----------- | --------- | ------------------- | ---------------------------- | ---------------- |
| 1.  | 7. Juni 1987       | French Open | Sand      | Pam Shriver         | Lori McNeil Sherwood Stewart | 6:3, 7:64        |
| 2.  | 14. September 1987 | US Open     | Hartplatz | Martina Navratilova | Betsy Nagelsen Paul Annacone | 6:4, 6:76, 7:612 |

#### Finalteilnahmen
| Nr. | Datum             | Turnier | Belag     | Partnerin               | Finalgegner                 | Ergebnis  |
| --- | ----------------- | ------- | --------- | ----------------------- | --------------------------- | --------- |
| 1.  | 8. September 1991 | US Open | Hartplatz | Arantxa Sánchez Vicario | Manon Bollegraf Tom Nijssen | 2:6, 6:72 |